# Cratere Le Verrier (Marte)
Le Verrier è un cratere sulla superficie di Marte.
Il cratere è dedicato all'astronomo francese Urbain Le Verrier.